# Charlotta Neuman
Christina Charlotta Neuman, född 28 november 1761, död 10 december 1796, var en svensk sångerska och skådespelare på Dramaten, verksam 1787-1796.   
Hon var dotter till stadsläkaren i Strängnäs, Johan Henrik Neuman, och Maria Magdalena Salmon.   Vid faderns död 1771 flyttade hon med modern till Stockholm.   
Neuman utbildades av Jacques Marie Boutet de Monvel som elev i den franska teatern och anställdes år 1787 tillsammans med Louise Götz, Maria Franck och Fredrica Löf av Adolf Fredrik Ristell vid Ristells teater i Stora Bollhuset.   Hon blev 1788 medlem av Dramatens pionjärtrupp, där hon beskrivs som en av teaterns främsta talanger, och nämns i verk om Dramaten som en av de främsta talangerna där under dess grundningstid.    Neuman finns även antecknad i rollistorna för Operan från 1789-90 års säsong fram till 1804-05 års säsong. 
Bland hennes roller nämns Tilda i Oden och Franciska i Minna von Barnhelm av Koetzebue.  
Hon rekommenderades särskilt för roller inom "den finare komedin" och i roller som "världsdam", och ansågs vara en prydnad för teatern genom sin scenkostym, som aktörerna under denna tid själva designade, men fick kritik för sin ströva och grova röst:  
"Mamsell Charlotta Neuman var en af teaterns mera framstående medlemmar framförallt i karaktärsroller. Hennes diktion var något monoton och rösten sträf, men hon hade ett särdeles godt hufvud och mer än vanlig bildning, hvarför Kellgren lär ha funnit mycket nöje i hennes umgänge."
Neuman satt i Dramatens styrelse, vars medlemmar ofta ansågs obildade och nyckfulla under omröstningarna, som då Louise Götz genom räkning på fingrarna kom fram till att Bellmans Den ärorika dagen inte förtjänade att bli uppfört.   Själv röstade Neuman nej till Gustav III:s pjäs Alexis Michaelowitch och Natalia Narischkin med kommentaren "att hon ej känner de ryske herrarna, efter de aldrig gjort hennes föräldrar den äran".   
I juni 1790 kom hon i konflikt med Marie Louise Marcadet om rollen som Tilda i Leopolds Oden: "Båda försäkrade på fullaste allvar, att de skulle ikläda sig, och på en gång gå in på teatern för att spela Tildas roll samt bli kvar, till dess publiquen deciderat, hvem, som skulle retirera sig. Ordningsmannen underrättade genast författaren till oden om den fägnad honom förestod att få sin Tilda dubbel".   Denna konflikt är välkänd och nämns ofta.   
Neuman beskrivs som en intelligent och välutbildad person.  Hennes dödsbo innehöll sidenmöbler, guld, kristaller och en dyrbar garderob, och hon var möjligen vid sidan av sitt yrke som aktör även kurtisan.